# Comuna de Wiśniowa
Wiśniowa (polaco: Gmina Wiśniowa) é uma gminy (comuna) na Polónia, na voivodia de Pequena Polónia e no condado de Myślenicki. A sede do condado é a cidade de Wiśniowa.
De acordo com os censos de 2004, a comuna tem 6780 habitantes, com uma densidade 101,1 hab/km².

## Área
Estende-se por uma área de 67,06 km², incluindo:
- área agrícola: 54%
- área florestal: 37%

## Demografia
Dados de 30 de Junho 2004:
|                      | Total   | Total | Mulheres | Mulheres | Homens  | Homens |
| -------------------- | ------- | ----- | -------- | -------- | ------- | ------ |
|                      | pessoas | %     | pessoas  | %        | pessoas | %      |
| População            | 6780    | 100   | 3434     | 50,6     | 3346    | 49,4   |
| Densidade (pop./km²) | 101,1   | 100   | 51,2     | 51,2     | 49,9    | 49,9   |

De acordo com dados de 2002, o rendimento médio per capita ascendia a 1405,84 zł.

## Subdivisões
- Glichów, Kobielnik, Lipnik, Poznachowice Dolne, Węglówka, Wierzbanowa, Wiśniowa.

## Comunas vizinhas
- Dobczyce, Dobra, Jodłownik, Mszana Dolna, Myślenice, Pcim, Raciechowice